# I Was Here
I Was Here è un brano musicale della cantante statunitense Beyoncé, undicesima traccia del quarto album in studio 4, che è stato pubblicato il 24 giugno 2011 dalla Parkwood Entertainment e Columbia Records.

## Antefatti e descrizione
Scritta da Diane Warren, I Was Here è stata consegnata dalla stessa Warren alla cantante, che la voleva come interprete del brano, ispirato agli attentati dell'11 settembre 2001 a New York. Nel maggio 2011 ha contattato telefonicamente il marito di Beyoncé, Jay-Z, suonando la canzone con una chitarra al telefono. Colpito dal brano, ha messo in contatto le due artiste. Beyoncé disse a Warren che la canzone avrebbe completato perfettamente il suo album in lavorazione, che era quasi giunto al termine.

La produzione è stata affidada a Ryan Tedder, Brent Kutzle, Kuk Harrell e Beyoncé stessa, mentre Warren era presente alle sessioni di registrazione, che si sono svolte due giorni dopo la sua conversazione telefonica con Jay-Z. L'autrice ha dichiarato in merito:

## Esibizioni dal vivo
Beyoncé ha interpretato il brano dal vivo nel corso della Giornata mondiale dell'aiuto umanitario presso la sede di New York Knicks dell'Assemblea generale delle Nazioni Unite il 19 agosto 2012.

## Video musicale
Il video musicale di I Was Here è stato co-diretto da Kenzo Digital e Sophie Muller, ed è un montaggio dell'esibizione dal vivo tenuto presso la sede dell'Organizzazione delle Nazioni Unite e cameo tratti dalla vita privata dell'artista.

## Classifiche
| Classifica (2011-2012) | Posizione massima |
| ---------------------- | ----------------- |
| Austria                | 85                |
| Belgio (Fiandre)       | 18                |
| Irlanda                | 88                |
| Italia                 | 93                |
| Regno Unito            | 131               |
| Svizzera               | 74                |